# Todd Mundt
Todd Mundt (Iowa City, 17 maggio 1970) è un ex cestista statunitense, professionista nella NBA e in Australia.